# Susinos del Páramo (kommunhuvudort)
Susinos del Páramo är en kommunhuvudort i Spanien.   Den ligger i provinsen Provincia de Burgos och regionen Kastilien och Leon, i den norra delen av landet, 230 km norr om huvudstaden Madrid. Susinos del Páramo ligger 891 meter över havet och antalet invånare är 118.
Terrängen runt Susinos del Páramo är lite kuperad. Runt Susinos del Páramo är det mycket glesbefolkat, med 5 invånare per kvadratkilometer. Närmaste större samhälle är Villadiego, 8,5 km nordväst om Susinos del Páramo. Trakten runt Susinos del Páramo består till största delen av jordbruksmark.